# Hägerstensåsen
Hägerstensåsen est un quartier du district Hägersten-Älvsjö à Stockholm en Suède.

## Description
Hägerstensåsen est un quartier de Söderort qui est bordé par les quartiers Hägersten, Midsommarkransen, Västberga, Solberga et Västertorp. 
Le quartier est situé sur un esker, une grande partie de la zone se trouve à plus de 50 mètres d'altitude, le point culminant se trouve à Bokbindarvägen, à 67 mètres d'altitude.

## Transports
La station Hägerstensåsen a été inaugurée en 1965 et est desservie par la ligne T14 du métro de Stockholm.
La station est située entre les stations Telefonplan et Västertorp. 
La distance depuis la station Slussen est de 6,7 kilomètres.

## Galerie

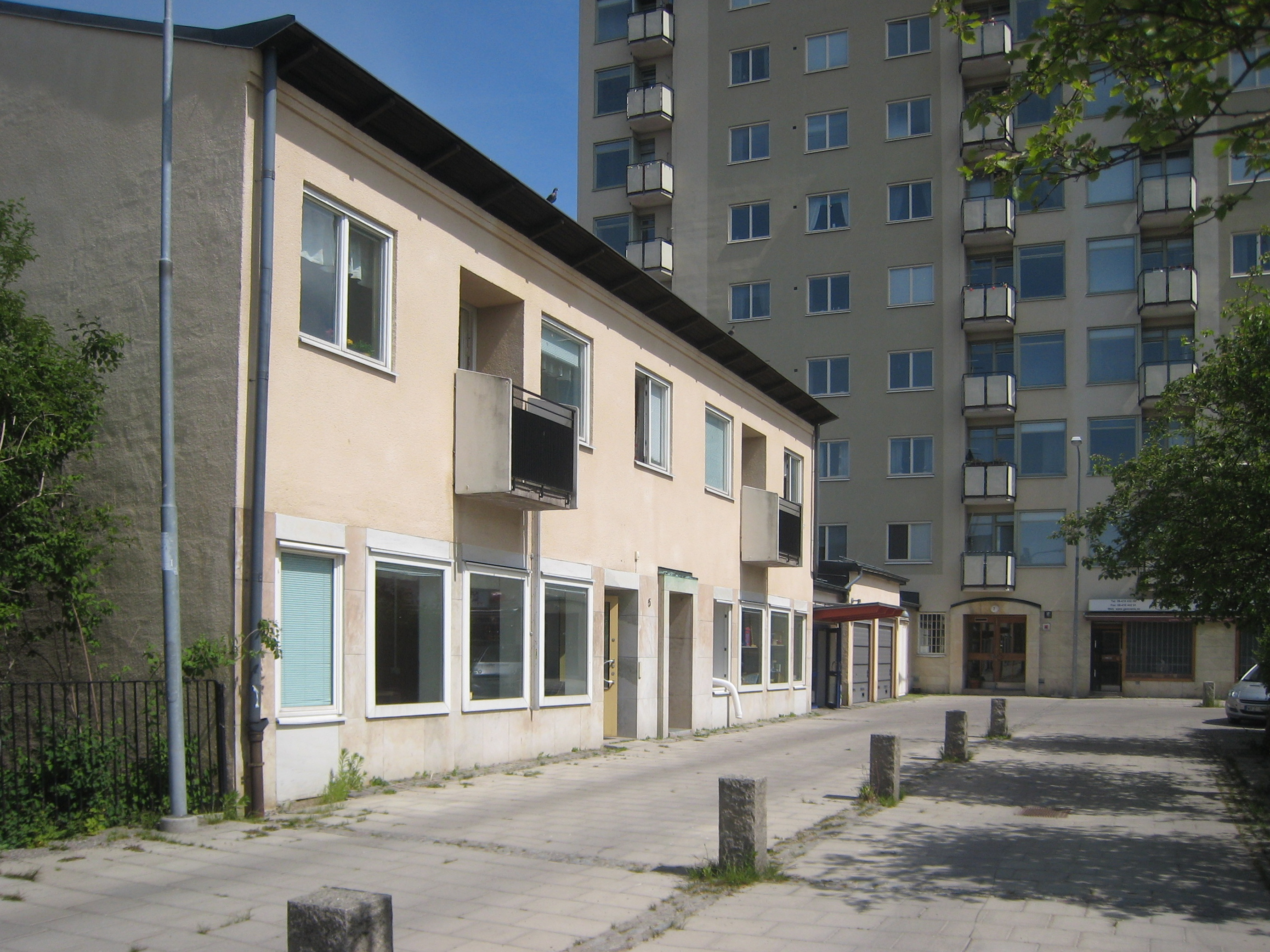
Bâtiment à Riksdalertorget.
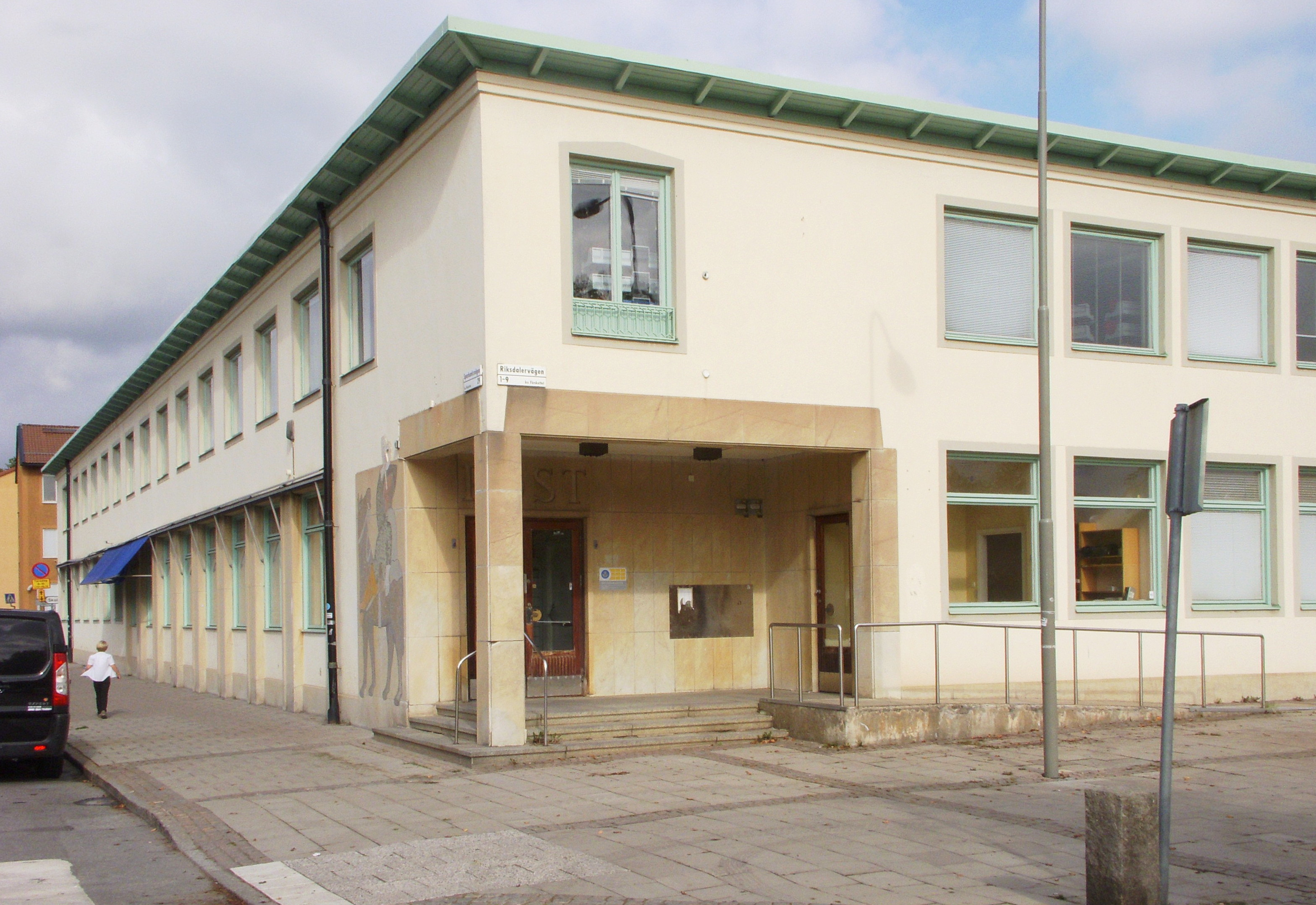
Bureau de poste d'Hägerstensåsen.
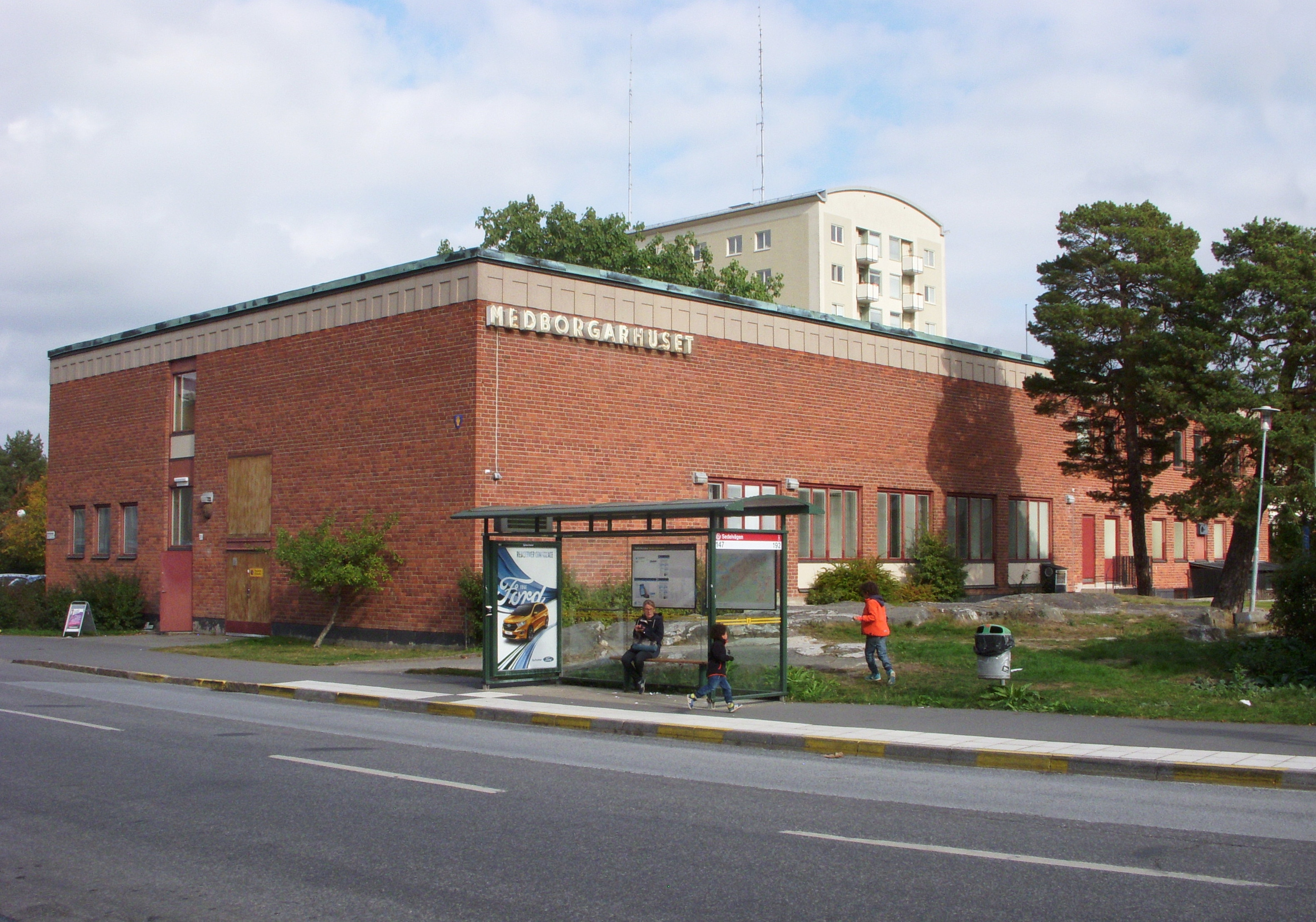
Centre civique d'Hägerstensåsen.
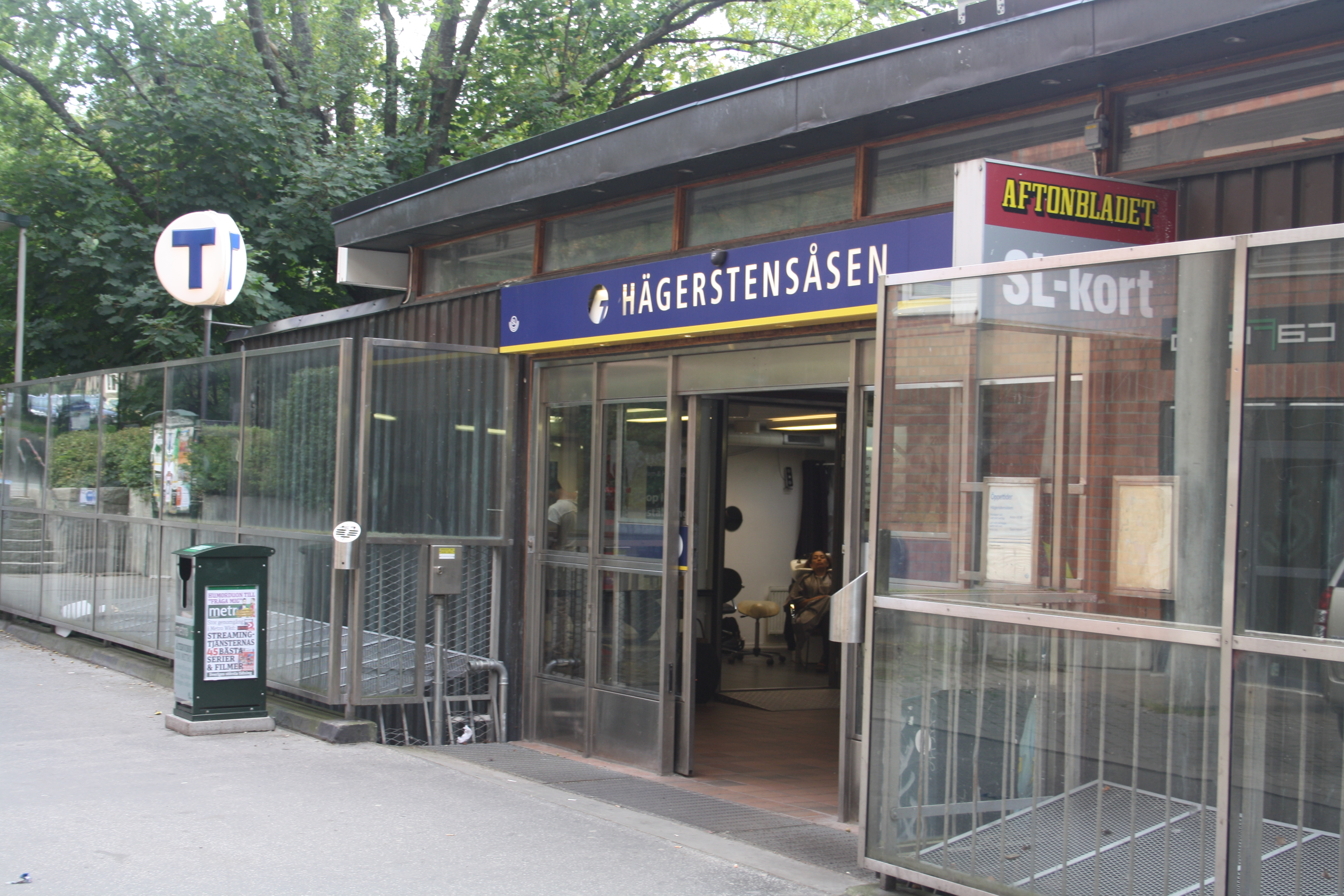
Station d'Hägerstensåsen.

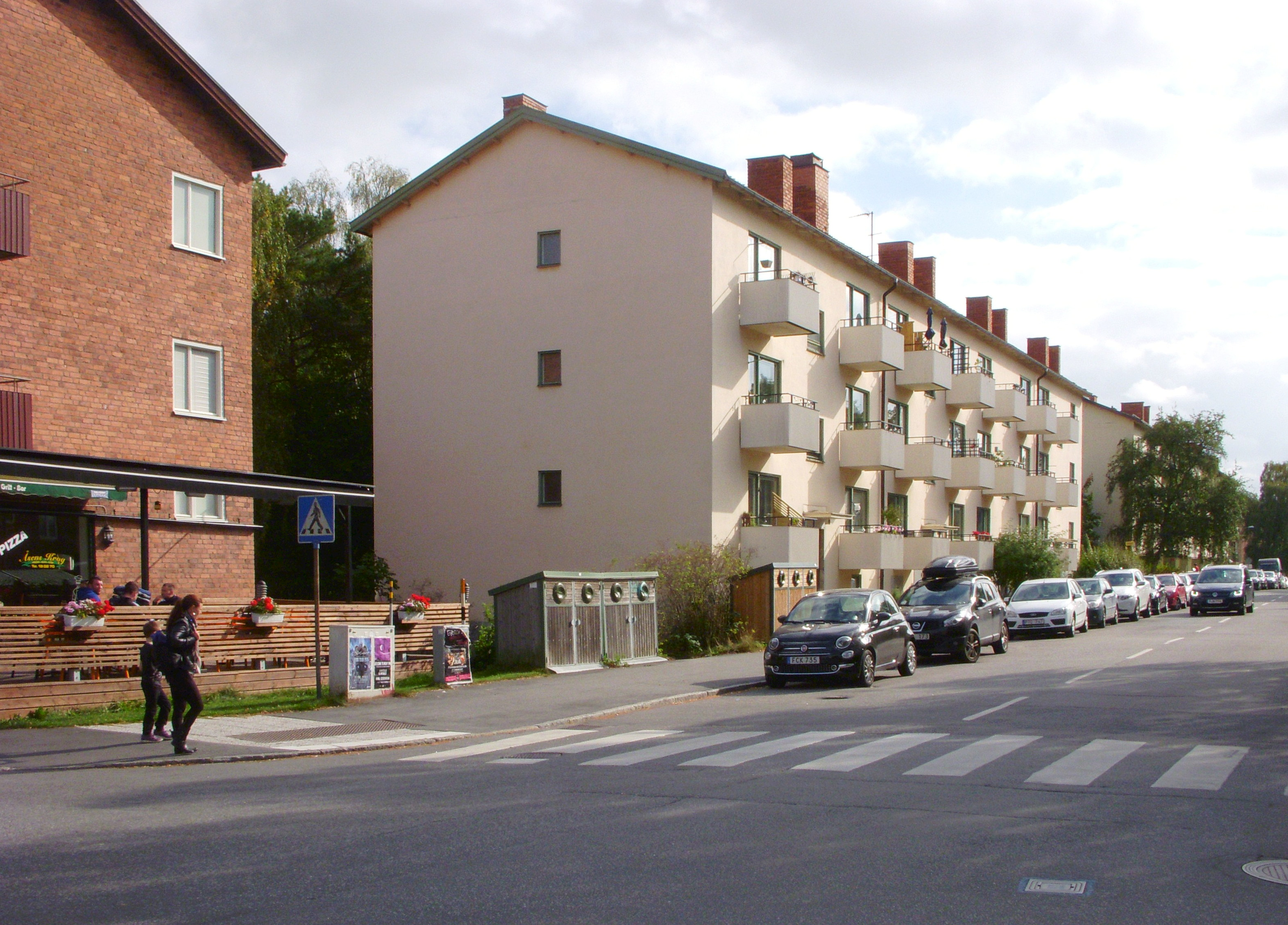
Bâtiments le long de Sparbanksvägen.
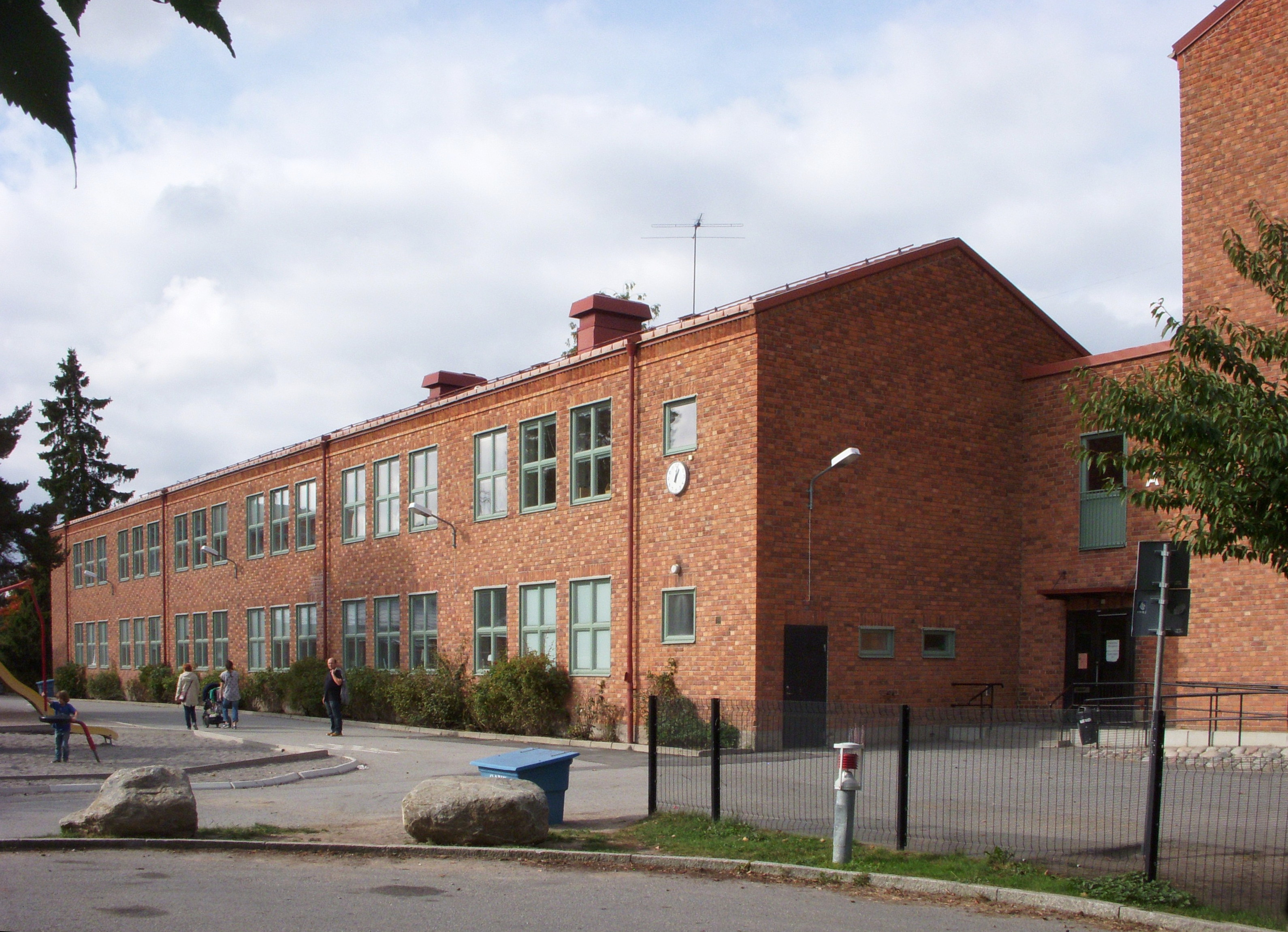
École d'Hägerstensåsen.
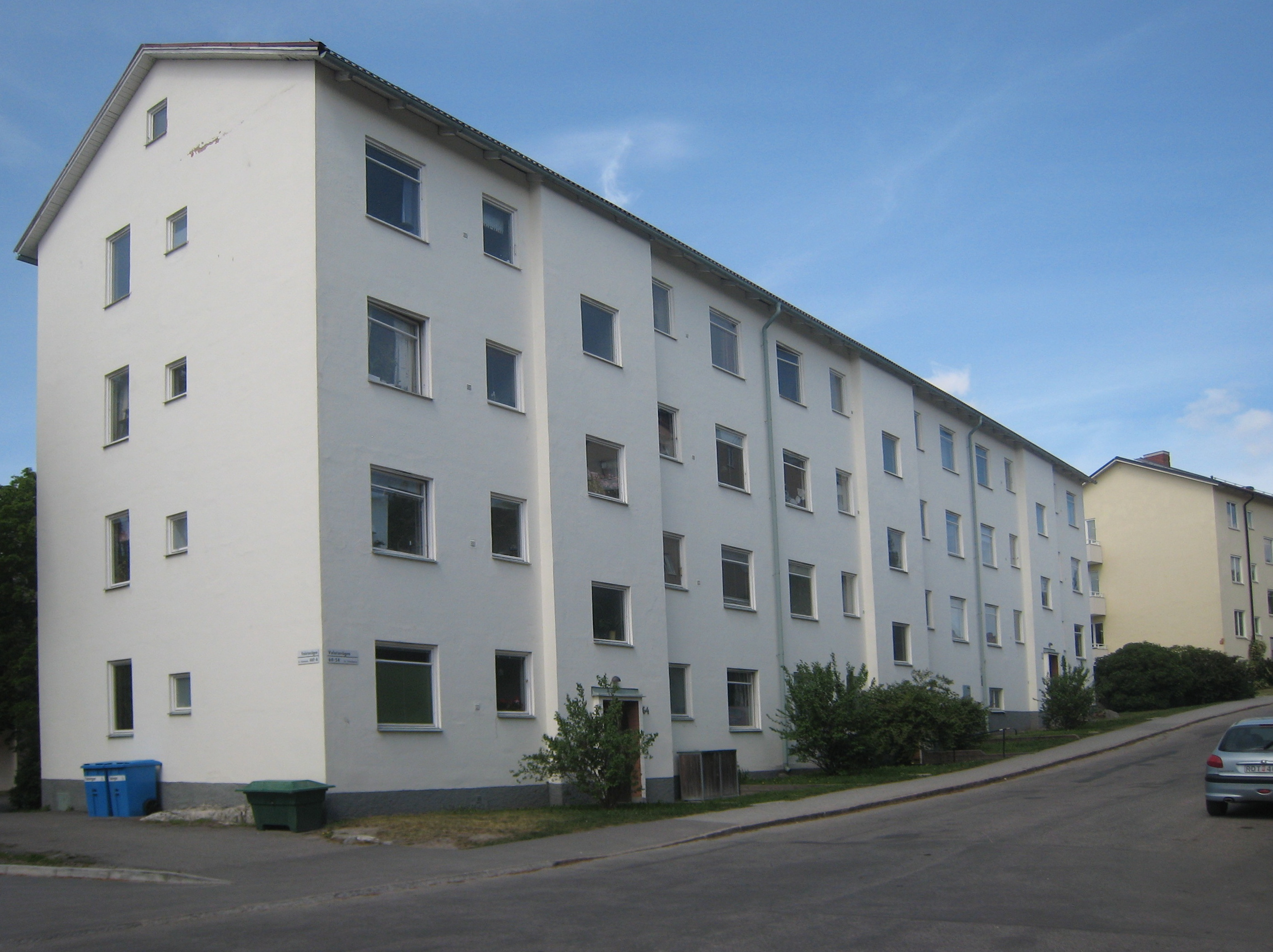
L'intersection Lotterivägen/Valutavägen.
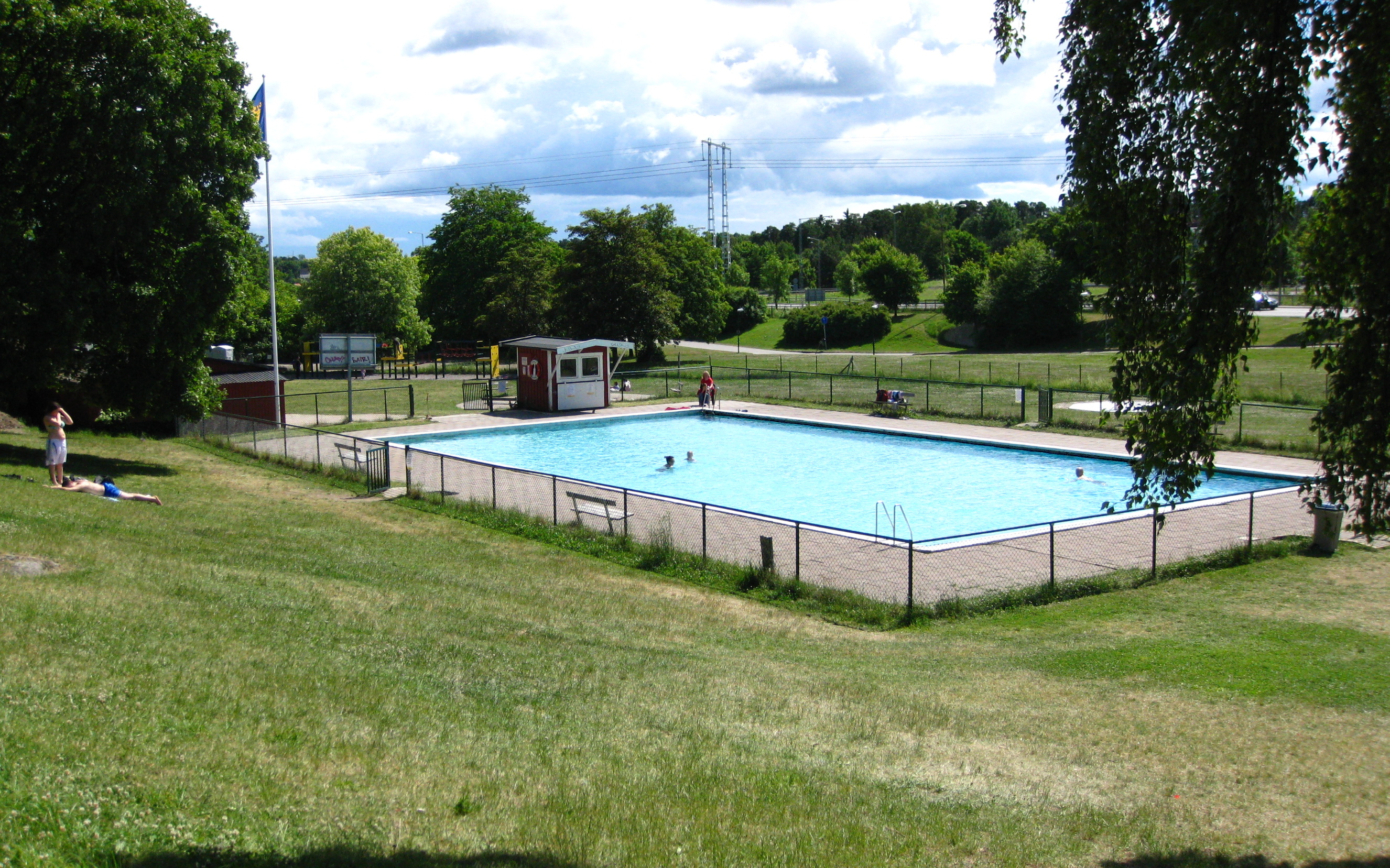
Piscine d'Hägerstensåsen.